# FC Volgar Astrakhan
El FC Volgar Astrakhan (en ruso: Футбольный Клуб "Волгарь-Газпром" Астрахань) es un club de fútbol ruso profesional de la ciudad de Astracán, fundado en 1925. Actualmente juega en la Segunda División de Rusia.

## Historia
El club fue fundado en 1925 como Pishchevik Astrakhan gracias a la unión voluntaria de la Sociedad Deportiva de Alimentos de Astrakán. El primer equipo consistía, principalmente, en los trabajadores de la fábrica de pescado de Astrakán. El club ascendió a la tercera división del fútbol soviético en 1946 en el grupo de la zona del Bajo Volga.
En 1971 el equipo, ya como Volgar, logró un histórico ascenso a la Primera Liga Soviética, pero en la siguiente temporada regresó a la Segunda división y nunca más regresó a la máxima competición, tanto soviética como rusa.
Tras la caída de la URSS a comienzos de los años 1990, el club, al igual que la mayoría de los equipos rusos, atravesó años muy complicados. En 1993 el equipo cambió su denominación a Volgar-Gazprom, gracias al nuevo patrocinador del club, la empresa Gazprom. En 2012, el club regresó a su clásico nombre, FC Volgar.
El equipo ha tenido los siguientes nombres a lo largo de la historia:
- Pishchevik (1925-1958)
- Trud (1958-59)
- Volgar (1960-94, 2012-presente)
- Volgar-Gazprom (1995-07), (2010-)
- Volgar-Gazprom-2 (2007-10)

## Jugadores

### Jugadores destacados
Los jugadores que aparecen el negrita jugaban en su selección nacional mientras formaban parte del equipo.
| - Rinat Dasayev - Dmitry Kuznetsov - Vasili Zhupikov - Viktor Bulatov - Vladimir Lebed - Gennadiy Nizhegorodov - Vladislav Ternavsky - Garnik Avalyan - Manuk Kakosyan - Tigran Petrosyan - Gurban Gurbanov - Ramiz Mamedov - Barys Haravoy - Vasily Khomutovsky - Dželaludin Muharemović | - Vitaliy Abramov - Konstantin Ledovskikh - Roman Uzdenov - Aleksandrs Isakovs - Valērijs Ivanovs - Igors Sļesarčuks - Artūras Fomenka - Tadas Gražiūnas - Nerijus Radžius - Ilie Cebanu - Alexandr Covalenco - Marek Hollý - Andrej Pečnik - Oleksandr Svystunov - Sergey Andreev - Gennadiy Sharipov |